# Rogata dišavka
Rogata dišavka (znanstveno ime Osmia cornuta) je vrsta samotarskih divjih čebel, ki je razširjena v južni in osrednji Evropi.
Na severu populacija rogate dišavke sega do Belgije in južnega dela Nizozemske. Kot vse dišavke tudi rogata dišavka na nožicah nima mešičkov za cvetni prah, pa tudi medu na proizvaja. Cvetni prah in nektar skladišči le v gnezdih kot hrano za ličinke.
Gnezdo si ustvarijo v tleh ali v ozkih rovih v lesu, kamor zaležejo jajčeca, nato pa vanj znosijo cvetni prah in nektar ter vhod zadelajo. Za gradnjo celic in zadelovino uporablja ilovico, kar je v rodu dišavk redko, saj druge vrste za ta namen uporabljajo prežvečeno listje. Značilnost te vrste čebel je, da imajo samice na obrazu dva izrastka, ki jim pomagata pri gradnji pregrad v gnezdih. Ko se ličinke izležejo, se prebijejo iz gnezda in začnejo odraslo življenje samotarskih čebel.
V dolžino odrasle čebele merijo med 10 in 15 mm, letijo pa od marca do junija.